# Aston Martin Rapide
Aston Martin Rapide — 4-дверное спортивное купе с переднемоторной компоновкой производства британской компании Aston Martin на модифицированной платформе модели Aston Martin DB9. Вместо него на рынке появятся новые модели DBX, Lagonda, а также электрокар.

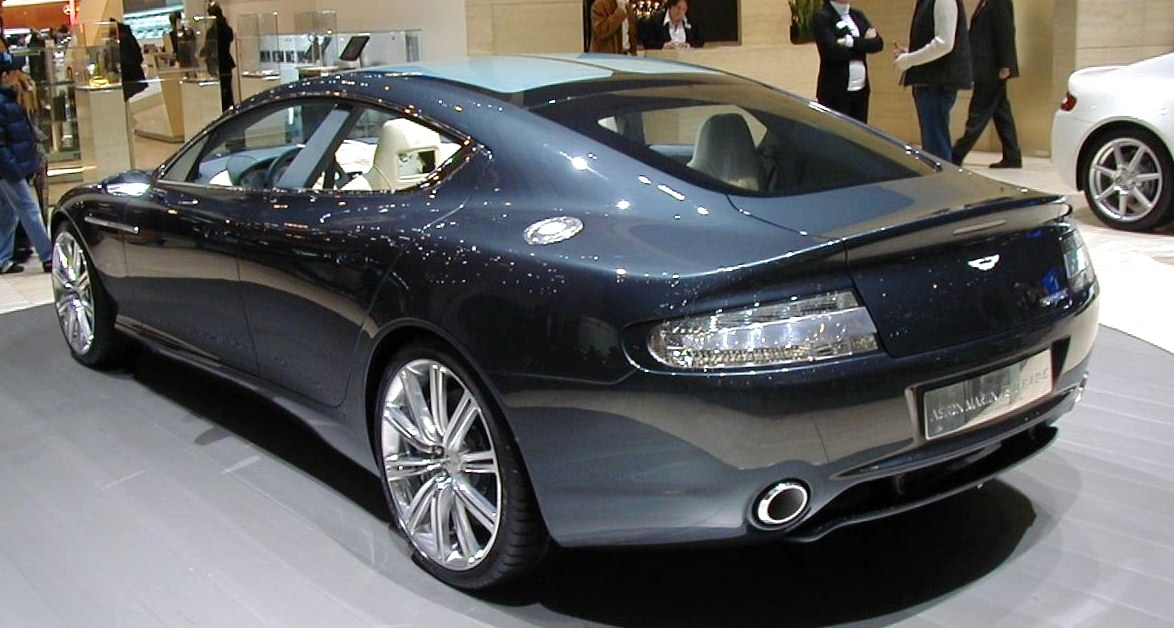
Aston Martin Rapide (вид сзади)

## Двигатель и агрегаты
Расположенный спереди 6.0-л двигатель V12 развивает мощность в 477 л. с. (350 кВт) при 6000 об/мин и 600 Н*м крутящего момента, а максимальный крутящий момент развивается при 5000 об/мин. Время разгона 0-100 км/ч — 5.3 с (0-60 миль/ч — 5.1 с). Двигатель спроектирован и разработан инженерами Астон Мартин в Гайдоне, Англия, и собирается вручную на филиале завода в Кёльне. Использование облегченных материалов привело к тому, что вес Rapide стал лишь на 190 кг больше своего «брата-донора» DBS, так что вес автомобиля в снаряженном состоянии составляет 1950 кг. Это было достигнуто благодаря использованию системы Aston Martin VH (вертикально-горизонтальное построение) — технологии космической промышленности, где используется склеивание, а не сварка алюминия.

## Дизайн
Шеф-дизайнером проекта был Марек Рейхман. Авторитетный автомобильный журнал Top Gear пишет:
...низко посаженный Rapide кажется сбитым и мускулистым. А скорость и мощь чувствуются даже в статике.

## Комфорт
Относительно комфортабельности этой машины высказывались различные точки зрения, однако журналисты из журнала Top Gear, совершив 2400 километровое путешествие до Валенсии пришли ко мнению, что 
Rapide — блестящий аппарат! Он единственный, кто выполнил обещание стать четырёхдверным четырёхместным спорткаром

## Rapide S
В конце января 2013 года была представлена обновленная версия 4-х дверного седана Aston Martin — Rapide S, отличавшаяся более мощным мотором и видоизмененной решеткой радиатора, накладками на зеркала заднего вида, а также появившимся спойлером на крышке багажника. Rapide S оснащен тем же мотором V12 5.9, только с увеличенными до 558 л. с. и 620 Н*м мощностью и максимальным крутящим моментом, а также новым адаптивным шасси. Максимальная скорость составляет 305 км/ч, разгон до 100 км/ч занимает 4,9 с. Несмотря на прибавку мощности, топливная экономичность и уровень выбросов углекислого газа, наоборот, уменьшились. Цена на Rapide S в Великобритании стартует со 150 000 фунтов стерлингов, а в России с 269 000 евро. Rapide S сменил в модельном ряду базовый Rapide.

## Специальные издания
Компания Bertone из Италии в 2013 году создала в единственном экземпляре Aston Martin Rapide с кузовом универсал или shooting brake. Автомобиль олицетворяет 100-летний юбилей британского производителя и 60-летие сотрудничества Aston Martin и Bertone.